# جوایز انجمن بازیگران فیلم

تندیس بازیگر

جایزه انجمن بازیگران فیلم (به انگلیسی: Screen Actors Guild Award) تقدیری است که انجمن بازیگران فیلم از از اجراهای برجسته اعضای خود به عمل می‌آورد. تندیسی که این مراسم اهدا می‌کند به شکل مرد برهنه‌ای است که دو صورتک کمدی، و تراژدی را در دست دارد. این تندیس که «بازیگر» نامیده می‌شود، ۱۶ اینچ طول و بیش از ۱۲ پوند وزن دارد و جنس آن از برنز است که توسط ریخته‌گری هنرهای زیبا آمریکا در بربنک، کالیفرنیا ساخته می‌شود.
- ۱۹۹۵: نخستین مراسم جایزه انجمن بازیگران فیلم، for the year 1994
- ۱۹۹۶: دومین مراسم جایزه انجمن بازیگران فیلم، for the year 1995
- ۱۹۹۷: سومین مراسم جایزه انجمن بازیگران فیلم، for the year 1996
- ۱۹۹۸: چهارمین مراسم جایزه انجمن بازیگران فیلم، for the year 1997
- ۱۹۹۹: پنجمین مراسم جایزه انجمن بازیگران فیلم، for the year 1998
- ۲۰۰۰: ششمین مراسم جایزه انجمن بازیگران فیلم، for the year 1999
- ۲۰۰۱: هفتمین مراسم جایزه انجمن بازیگران فیلم، for the year 2000
- ۲۰۰۲: هشتمین مراسم جایزه انجمن بازیگران فیلم، for the year 2001
- ۲۰۰۳: نهمین مراسم جایزه انجمن بازیگران فیلم، for the year 2002
- ۲۰۰۴: دهمین مراسم جایزه انجمن بازیگران فیلم، for the year 2003
- ۲۰۰۵: یازدهمین مراسم جایزه انجمن بازیگران فیلم، for the year 2004
- ۲۰۰۶: دوازدهمین مراسم جایزه انجمن بازیگران فیلم، for the year 2005
- ۲۰۰۷: سیزدهمین مراسم جایزه انجمن بازیگران فیلم، for the year 2006
- ۲۰۰۸: چهاردهمین مراسم جایزه انجمن بازیگران فیلم، for the year 2007
- ۲۰۰۹: پانزدهمین مراسم جایزه انجمن بازیگران فیلم، for the year 2008
- ۲۰۱۰: شانزدهمین مراسم جایزه انجمن بازیگران فیلم، for the year 2009
- ۲۰۱۱: هفدهمین مراسم جایزه انجمن بازیگران فیلم، for the year 2010
- ۲۰۱۲: هجدهمین مراسم جایزه انجمن بازیگران فیلم، for the year 2011
- ۲۰۱۳: نوزدهمین مراسم جایزه انجمن بازیگران فیلم، for the year 2012
- 2014: 20th Screen Actors Guild Awards, for the year ۲۰۱۳
- 2015: 21st Screen Actors Guild Awards, for the year ۲۰۱۴
- 2016: 22nd Screen Actors Guild Awards, for the year ۲۰۱۵
- 2017: 23rd Screen Actors Guild Awards, for the year ۲۰۱۶
- 2018: 24th Screen Actors Guild Awards, for the year ۲۰۱۷
- 2019: 25th Screen Actors Guild Awards, for the year ۲۰۱۸